# Rurkonosek
Rurkonosek (Paranyctimene) – rodzaj ssaków z podrodziny Nyctimeninae w obrębie rodziny rudawkowatych (Pteropodidae).

## Rozmieszczenie geograficzne
Rodzaj obejmuje gatunki występujące na Nowej Gwinei (Papua-Nowa Gwinea i Indonezja).

## Morfologia
Długość ciała (bez ogona) 63,1–93,4 mm, długość ogona 15,3–21 mm, długość ucha 10,1–12,7 mm, długość tylnej stopy 10–13,5 mm, długość przedramienia 48,2–54,9 mm; masa ciała 21,8–33 g.

## Systematyka
Rodzaj zdefiniował w 1942 roku amerykański zoolog i botanik George Henry Hamilton Tate w artykule zatytułowanym Nowy rodzaj i gatunek nietoperza owocożernego spokrewnionego z Nyctimene, opublikowanym w czasopiśmie „American Museum novitates”. Gatunkiem typowym jest (oznaczenie monotypowe) rurkonosek jednobarwny (P. raptor).

### Etymologia
Paranyctimene: gr. παρα para ‘blisko’; rodzaj Nyctimene Borkhausen, 1797 (rurkonos).

### Podział systematyczny
Do rodzaju należą następujące gatunki:
| Grafika | Gatunek              | Autor i rok opisu | Nazwa zwyczajowa       | Podgatunki         | Rozmieszczenie geograficzne | Podstawowe wymiary                                           | Status IUCN |
| ------- | -------------------- | ----------------- | ---------------------- | ------------------ | --- | ------------------------------------------------------------ | ----------- |
|         | Paranyctimene raptor | Tate, 1942        | rurkonosek jednobarwny | gatunek monotypowy | prawdopodobnie szeroko rozpowszechniony na nizinach północnych oraz Wyspy Raja Ampat (Waigeo i Salawati); zakres wysokości: 0–1350 m n.p.m. | DC: 6,3–9,3 cm DO: 1,6–2,1 cm DP: 4,8–5,4 cm MC: 22–33 g     | LC          |
|         | Paranyctimene tenax  | (Bergmans, 2001)  | rurkonosek uparty      | 2 podgatunki       | głównie niziny południowe oraz Wyspy Raja Ampat (Waigeo); zakres wysokości: 0–1350 m n.p.m.                                                 | DC: brak danych DO: 1,5–2,1 cm DP: 5,1–5,5 cm MC: około 25 g | LC          |

Kategorie IUCN:  LC  – gatunek najmniejszej troski.